# Courtoisie

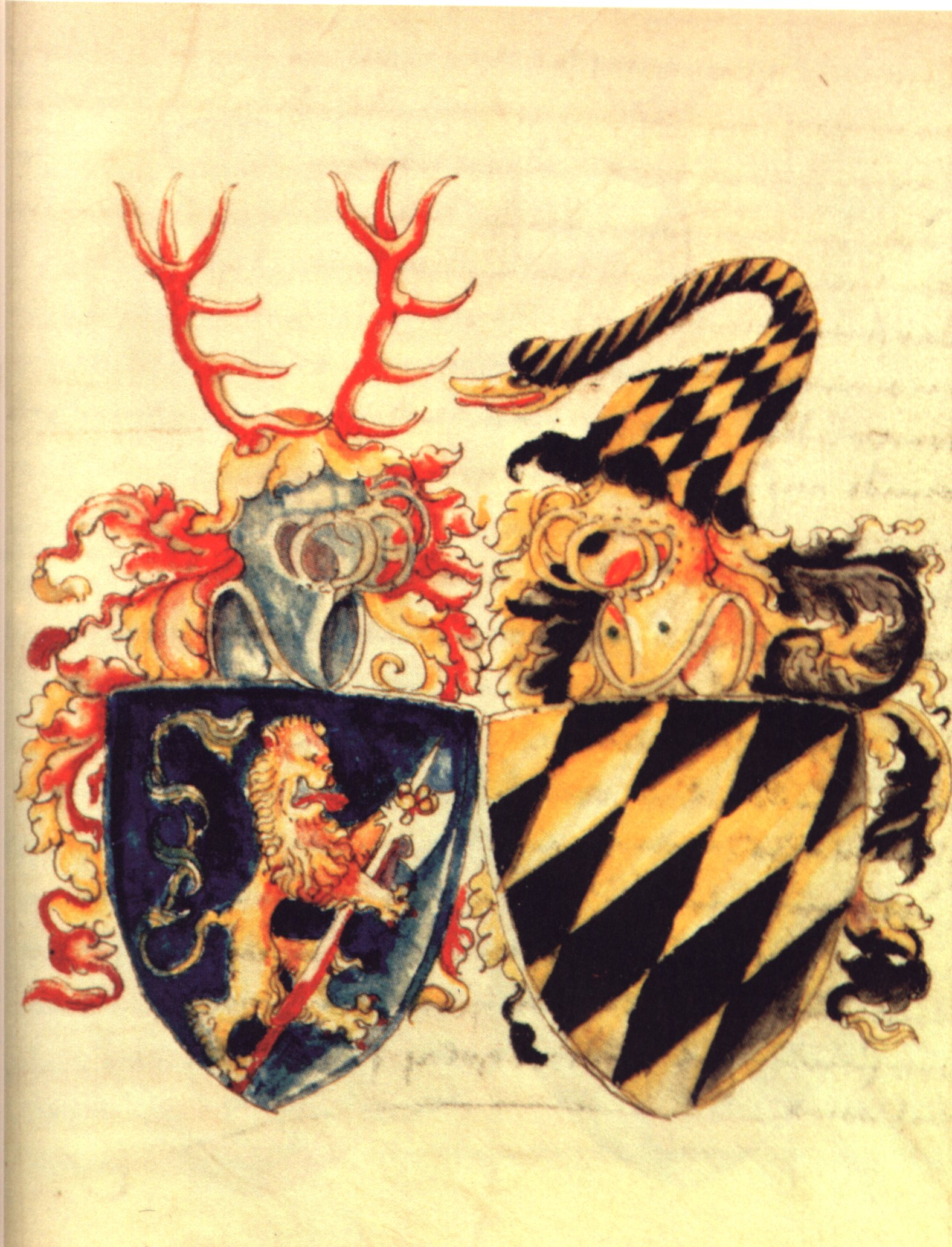
Heraldisk courtoisie: vapnen vänder sig mot varandra.

Courtoisie (franska för "artighet"; på svenska "kurtoasi", men i svensk heraldik används den franska stavningen) är inom heraldiken ett begrepp för att man i vissa sammanhang spegelvänder ett vapen. Eftersom bilden i ett vapen ofta är riktad åt ett visst håll (oftast heraldisk höger) anses det lämpligt att man vänder vapnet åt andra hållet om vapnet skall stå tillsammans med ett annat vapen eller föremål på vapnets andra sida. När två vapen kombineras till ett alliansvapen, spegelvänds det vapen som står till höger (i heraldisk mening) så att det skall vända sig mot det andra vapnet.
Ett liknande fenomen är att bilden i ett vapen som anbringas på sidan av ett fordon alltid vänds mot fordonets front.